# Ulricehamns rådhus

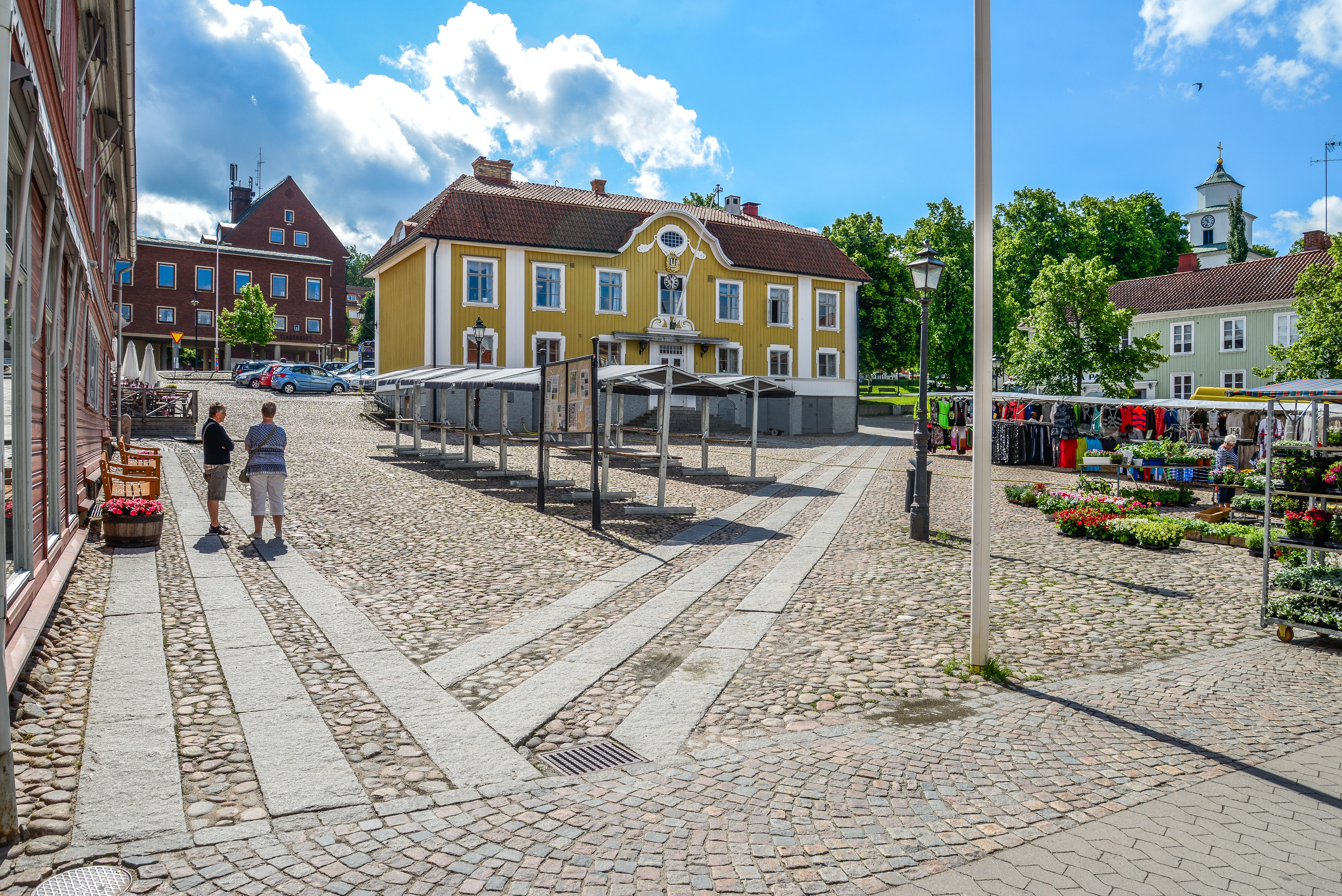
Rådhuset ligger vid Stora torget i centrala Ulricehamn inte långt från kyrkan.

Ulricehamns rådhus uppfördes åren 1789–1790 som rådhus i Ulricehamn efter ritningar av arkitekten Thure Wennberg. Det blev säte för Ulricehamns rådhusrätt samt för stadens magistrat.

## Byggnaden och dess historia
Ulricehamn drabbades av en stadsbrand den 9 februari 1788, då 12 gårdar runt torget brann ner. Uppdraget att skapa ett nytt rådhus gick till den vid Konstakademien i Stockholm utbildade arkitekten Thure Wennberg. Carl Michael Bellman skrev ett sorgekväde om branden, och många skänkte pengar för att hjälpa staden återuppbyggas.
Själva byggnaden är timrad på en sockel av sten och byggnadens timmerstomme är klädd med locklistpanel. Mot Stora torget finns en centralt placerad entré som nås via en fritrappa i sten. Själva entrén omges av pilastrar på vilka vilar ett entablement och ovan detta ett ornamenterat överstycke. Ovanför mittfönstret syns Ulricehamns stadsvapen samt ett fasadur. Vid en ombyggnad 1904 tillkom den rundade frontespisen med oculusfönstret omgivet av festonger. Taket byttes samtidigt från ett sadeltak till ett valmat mansardtak. Arkitekt för ombyggnaden var Lars Kellman och byggmästare Linus Johan Johansson.
Under 1800-talet hade byggnaden reveterats, men panelen återställdes vid renoveringen 1904. 1976 renoverades byggande, och övervåningens ursprungliga rumsindelning återställdes och den inreddes i 1700-tals stil.

### Användning
Ursprungligen användes den översta våningen för rådhusrätten som där hade två sessionsrum, medan den undre innehöll skolsal samt bostad för läraren. Rådhusrätten satt kvar till den 29 december 1947.
Idag (2018) används byggnaden för den politiska ledningen i Ulricehamns kommun samt för representation.